# Julian de Guzman
Julian de Guzman (Toronto, 25 maart 1981) is een Canadees voormalig profvoetballer die doorgaans als middenvelder speelde. Hij kwam uit voor 1. FC Saarbrücken, Hannover 96, Deportivo La Coruña, Toronto, Dallas en Ottawa Fury FC. De Guzman speelde tussen 2002 en 2016 voor het Canadees voetbalelftal.

## Clubcarrière
De Guzman is een zoon van een Filipijnse vader en een Jamaicaanse moeder. Hij is de broer van de Nederlandse middenvelder Jonathan de Guzman. Op tienjarige leeftijd werd hij als speler van North Scarborough FC gescout door Olympique Marseille en werd hij opgenomen in de jeugdopleiding van de Franse club. In 2000 vertrok De Guzman naar 1. FC Saarbrücken uit de Duitse 2. Bundesliga. Twee jaar later tekende de Canadees bij Hannover 96, dat destijds promoveerde naar de Bundesliga. De Guzman bleef drie seizoenen bij de club. In 2005 werd hij gecontracteerd door Deportivo La Coruña. Met zijn transfer naar Deportivo werd De Guzman de eerste Canadees ooit in de Primera División. Op 7 oktober 2008 werd bekend dat Deportivo in de UEFA Cup aan Feyenoord was gekoppeld, waardoor De Guzman tegen zijn broertje Jonathan de Guzman zou moeten voetballen. Beide spelers moesten de wedstrijd echter geblesseerd vanaf de tribune bekijken. Op 11 september 2009 tekende De Guzman een driejarig contract bij de Canadese club Toronto, dat in de Major League Soccer uitkomt. Op 13 juli 2012 tekende hij een halfjarig contract bij Dallas. Op 31 januari 2012, de laatste dag van de winterse transferperiode, tekende hij bij Jahn Regensburg, dat in de 2. Bundesliga uitkomt. Op 22 juli 2013 werd bekend dat Julian de Guzman transfervrij van SSV Jahn Regensburg naar AO Xanthi ging. Hij tekende een contract tot 30 juni 2014. In maart 2015 tekende De Guzman bij Ottawa Fury FC, dat uitkomt in de North American Soccer League. Na het seizoen 2016 stopte De Guzman met voetballen. Hij werd aansluitend assistent-trainer bij Ottawa Fury en maakte vanaf half augustus het seizoen 2017 af als interim-hoofdtrainer.

## Statistieken
| seizoen | club                | land             | competitie                   | wed. | goals |
| ------- | ------------------- | ---------------- | ---------------------------- | ---- | ----- |
| 2000/01 | 1.FC Saarbrücken II | Duitsland        | Oberliga Südwest             | 30   | 5     |
| 2000/01 | 1.FC Saarbrücken    | Duitsland        | 2. Bundesliga                | 2    | 0     |
| 2001/02 | 1.FC Saarbrücken    | Duitsland        | Bundesliga                   | 19   | 0     |
| 2002/03 | Hannover 96         | Duitsland        | Bundesliga                   | 17   | 0     |
| 2003/04 | Hannover 96         | Duitsland        | Bundesliga                   | 30   | 2     |
| 2004/05 | Hannover 96         | Duitsland        | Bundesliga                   | 30   | 0     |
| 2005/06 | Deportivo La Coruña | Spanje           | Primera División             | 22   | 1     |
| 2006/07 | Deportivo La Coruña | Spanje           | Primera División             | 20   | 0     |
| 2007/08 | Deportivo La Coruña | Spanje           | Primera División             | 35   | 0     |
| 2008/09 | Deportivo La Coruña | Spanje           | Primera División             | 21   | 0     |
| 2009    | Toronto             | Canada           | Major League Soccer          | 5    | 0     |
| 2010    | Toronto             | Canada           | Major League Soccer          | 25   | 0     |
| 2011    | Toronto             | Canada           | Major League Soccer          | 19   | 2     |
| 2012    | Toronto             | Canada           | Major League Soccer          | 16   | 0     |
| 2012    | Dallas              | Verenigde Staten | Major League Soccer          | 12   | 1     |
| 2012/13 | Jahn Regensburg     | Duitsland        | 2. Bundesliga                | 15   | 0     |
| 2013/14 | AO Xanthi           | Griekenland      | Super League Griekenland     | 26   | 0     |
| 2015    | Ottawa Fury         | Canada           | North American Soccer League | 15   | 0     |
| 2016    | Ottawa Fury         | Canada           | North American Soccer League | 11   | 0     |

## Interlandcarrière
In januari 2002 debuteerde Julian de Guzman in het nationale elftal van Canada. Op 6 juni 2007 maakte hij in Miami op de CONCACAF Gold Cup 2007 twee doelpunten tegen Costa Rica. Op 31 mei 2008 scoorde hij ook tegen Brazilië en op 20 augustus 2008 scoorde hij tegen Jamaica. De Guzman nam deel aan de edities van de Gold Cup in 2007, 2009, 2011, 2013 en 2015.